# Новоскребельское сельское поселение
Новоскребельское сельское поселение — упразднённое с 12 апреля 2010 года муниципальное образование в Демянском муниципальном районе Новгородской области России.
Административный центр — деревня Новый Скребель.
Территория сельского поселения расположена на юго-востоке Новгородской области на Валдайской возвышенности в южной части Валдайского национального парка, к юго-востоку от Демянска. Территория муниципального образования выходит к восточному берегу Полновского плёса озера Селигер.
Новоскребельское сельское поселение было образовано в соответствии с законом Новгородской области от 11 ноября 2005 года № 559-ОЗ.

## Населённые пункты
На территории сельского поселения были расположены 13 населённых пунктов (деревень): Гославль, Долматиха, Екимково, Запрометно, Зимницы, Ковряки, Козино, Лыково, Новосёл, Новый Скребель, Покров, Приозерная, Старый Скребель.

## Транспорт
На Селигере пристани в Долматихе и Новом Скребеле. Автодороги из Полново в Новый Скребель и Лыково, а также из Нового Скребеля в Гославль, а оттуда проезд на юг до Екимково, что близ административной границы с Тверской областью, так и на север до Сухой Ветоши и Дуброви.